# Kalitera
Kalitera (gr. Καλύτερα), grekiskt musikalbum av artisten Triantafillos. Albumet släpptes år 2004

## Låtlista
1. Kalitera
2. Ego Ime Esi
3. 12 Xenihtia
4. De Me Xeris De Se Xero
5. Pou Na Ise
6. Mine Lipon
7. Thelo Na Gnoriso Kapia
8. Sighora Me
9. Etsi Ki Allios
10. Mi Me Psaxis